# Rivière Sainte-Catherine
Pour les articles homonymes, voir Sainte-Catherine.
La rivière Sainte-Catherine est un affluent de la rivière Chicot, coulant sur la rive nord du fleuve Saint-Laurent, en traversant les municipalités de Saint-Cuthbert et de Sainte-Geneviève-de-Berthier, dans la municipalité régionale de comté (MRC) D’Autray, dans la région administrative de Lanaudière, au Québec, au Canada.
Ce cours d’eau descend généralement vers le sud-est, d’abord en zone forestière, puis surtout en zone agricole. Le cours de la rivière traverse le Domaine-Belhumeur, puis passe au sud-est du village de Saint-Cuthbert.
Le cours de la rivière s’écoule plus ou moins en parallèle, entre la rivière Chicot (situé au nord-est) et la rivière Bonaventure située au sud-est.

## Géographie
Cette source est située dans la partie ouest de Saint-Cuthbert, presqu’à la limite de Saint-Norbert, soit à :
- 6,8 km au nord-ouest du centre du village de Saint-Cuthbert ;
- 12,0 km à l'ouest de la confluence de la rivière Sainte-Catherine ;
- 14,2 km au nord-ouest de la rive nord-ouest du fleuve Saint-Laurent.

La rivière Sainte-Catherine coule sur 17,4 km, selon les segments suivants :
- À partir du lac Belhumeur 2,2 km vers le sud, jusqu’au pont de la route Bélanger ;
- 2,1 km vers le sud-est en coupant le chemin de fer, jusqu’au pont de la route Coulombe ;
- 2,9 km vers le sud-est, jusqu’au pont de la route Fafard ;
- 6,0 km vers le sud-est, en formant irrégulièrement la limite entre Saint-Cuthbert et Sainte-Geneviève-de-Berthier, en coupant le chemin du Petit rang Saint-Esprit et en serpentant jusqu’au pont de l’autoroute 40 ;
- 2,2 km vers le sud-est, puis le nord-est dans Sainte-Geneviève-de-Berthier, jusqu’à la confluence de la rivière[2].

La rivière Sainte-Catherine se déverse sur la rive sud de la rivière Chicot laquelle s’écoule vers l'est jusqu’à la rive nord-ouest du chenal aux Castors ;  ce dernier s’écoule vers le nord-est jusqu’à la rive gauche du fleuve Saint-Laurent. La confluence de la rivière Sainte-Catherine est située à :
- 8,7 km à l'est du centre du village de Saint-Cuthbert ;
- 5,6 km à l'ouest de la confluence de la rivière Bayonne ;
- 8,0 km en aval de la confluence de la rivière Maskinongé.

## Toponymie
Le toponyme rivière Sainte-Catherine a été officialisé le 5 décembre 1968 à la Commission de toponymie du Québec.